# Spilosoma semialbescens
Spilosoma semialbescens là một loài bướm đêm thuộc phân họ Arctiinae, họ Erebidae.